# Proporção inversa

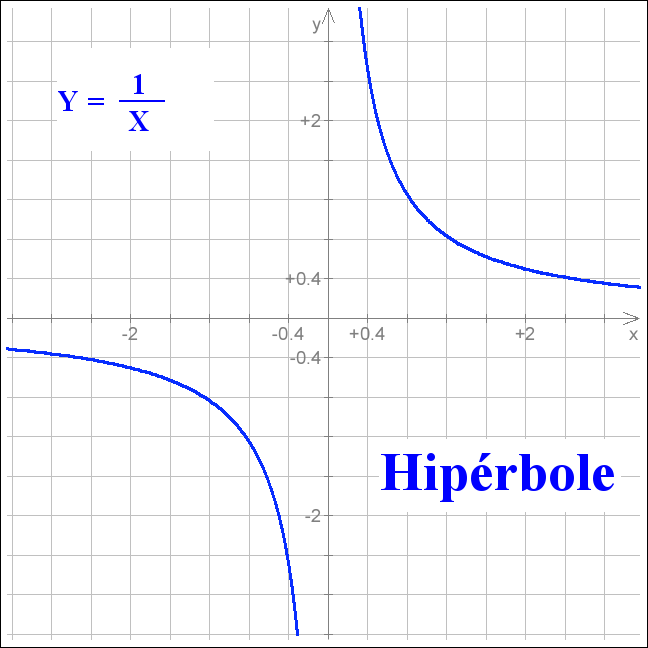
A hipérbole é uma cônica.

Proporção inversa, em matemática, é a nomenclatura associada à relação que existe entre duas grandezas para as quais se observa o seguinte comportamento: dobrando-se o valor inicial de uma delas, a outra terá seu valor correspondente dividido por dois; triplicando-se o valor da primeira, o valor da outra divide-se por três, e assim por diante. De forma geral, multiplicando-se uma das grandezas por um certo fator real r, a outra terá seu valor dividido pelo mesmo fator r.
Nestas condições, devido à bijetividade da relação inversa entre duas grandezas, tem-se que esta relação constitui uma função. Y é função de x, ou seja, Y=f(x), e vice-versa.
Matematicamente, se duas grandezas {\displaystyle x} e {\displaystyle y} são inversamente proporcionais, quando {\displaystyle x} cresce, {\displaystyle y} decresce de forma proporcional; e quando {\displaystyle x} decresce, {\displaystyle y} crescerá segundo o mesmo fator aplicado a x. Tal relação representa-se assim:
{\displaystyle Y\alpha {\frac {1}{X}}}
o sinal de proporcionalidade {\displaystyle \alpha }, que significa "é diretamente proporcional a", pode ser substituído por um sinal de igual e uma constante C adequada, de forma que a expressão geral para uma proporção inversa torna-se:
{\displaystyle Y={\frac {C}{X}}}
O gráfico de tal função denomina-se hipérbole. Trata-se de uma cônica com aplicações diversas.
Identificar se duas grandezas são ou não inversamente proporcionais bem como se estas são ou não diretamente proporcionais constitui-se em uma habilidade importante para solucionarem-se problemas envolvendo "regra de três". Em tais situações é usual representar-se que duas grandezas {\displaystyle x} e {\displaystyle y} são inversamente proporcionais da seguinte forma:
{\displaystyle {x}{\uparrow }\ {y}{\downarrow }} ou {\displaystyle {x}{\downarrow }\ {y}{\uparrow }}
Já a proporção direta é assim representada:
{\displaystyle {x}{\uparrow }\ {y}{\uparrow }} ou {\displaystyle {x}{\downarrow }\ {y}{\downarrow }}
Há situações em que, havendo mais de duas grandezas envolvidas, observa-se entre estas grandezas, quando tomadas duas a duas, tanto as relações de proporção direta quanto inversa:
{\displaystyle {x}{\uparrow }\ {y}{\downarrow }} {\displaystyle {z}{\uparrow }}
Tem-se acima que x é inversamente proporcional à y e que y é inversamente porcional a z, o que implica x diretamente proporcional a z.
Em geral, o fato de uma grandeza diminuir quando outra aumenta (mais precisamente, de ser uma função decrescente da outra) não implica que elas sejam inversamente proporcionais. Um exemplo disso é a variação com o inverso do quadrado, presente em certos fenômenos da natureza, que embora possa ser representada por uma funcão decrescente da forma {\displaystyle f(x)=c/x^{2}}, não se trata de uma relação de proporção inversa. Exemplos de funções decrescentes e de outros tipos mais gerais podem ser encontrados no artigo sobre funções monótonas.